# Левентис (галерия)
Художествената галерия Левентис (на гръцки: Πινακοθήκη Λεβέντη) се намира непосредствено до старинната градска част на Никозия, на територията на Република Кипър, само на 500 метра от разделителната линия между гръцката и турската част на града. Тя заема три етажа от новопостроена сграда на ул. „Леониду“. Колекцията е собственост на кипърския предприемач и филантроп Анастасиос Левентис и е управлявана от Фондация „Левентис“, която след неговата смърт я допълва с нови произведения. При откриването ѝ на 25 март 2014 година експонатите наброяват около 800. На партерния етаж е предвидено място за временни изложби на различни художници, кафене и книжарница.
Събраната от Левентис колекция съдържа още старинни мебели и предмети на декоративното изкуство. Представени са мебели в стил Луи XV и Луи XVI, китайски порцелан, фини майсенски и севърски порцеланови изделия и изобилие от други предмети на изкуството – часовници, миниатюри, малка пластика.
Частният характер на колекцията е подчертан от дървената ламперия, демонтирана от парижкия дом на Левентис с изглед към Айфеловата кула, и монтирана отново в едно от помещенията на галерията.

## Сграда
През септември 2005 година Фондация Левентис решава, че произведенията на изкуството, събрани от Анастасиос Левентис и тези, добавени към колекцията след смъртта му, трябва да бъдат изложени за публиката. Идеята е за тази цел да се построи нова сграда, тя да бъде в Никозия и за избор на проекта ѝ да се проведе архитектурен конкурс, преминаващ през три етапа. В него взимат участие 76 фирми от цял свят. Журито единодушно се спира на проекта, представен от британското архитектурно студио Филдън, Глег, Бардли (FCB Studio). След завършването ѝ цялата галерия заема площ от 4500 m2. Строежът на сградата е приключен през 2014 година и струва над 20 милиона евро, което я прави най-скъпата сграда, строена в Никозия през последните години.

## Парижка колекция
Анастасиос Левентис събира тази колекция от творби на европейски художници през 1950-те, 1960-те и началото на 1970-те години. В дома си в Париж той купува произведения с широк спектър от стилове, които отразяват личните му предпочитания. Застъпени са различни художествени школи и стилове – от старите майстори и академичното изкуство до импресионизма и ранните дни на модернизма.
Картините, акварелите, графиките и рисунките от тази колекция обхващат творби от 17 до 20 век. Западната живопис е представена от религиозни творби на Контрареформацията, холандски натюрморти, леки пасторали в стил рококо, венециански пейзажи от 18 век, работи от майстори на импресионизма, поантилизма и фовизма. Експонирани са творби на художници от водещи испански, френски, италиански и британски школи. Присъстват произведения на творци от калибъра на Ел Греко, Бартоломе Мурильо, Франсоа Буше, Хуан де Ареляно, Жан-Оноре Фрагонар, Джовани Каналето, Франческо Гуарди и Томас Гейнсбъро. Те са последвани от шедьоври на импресионистичното и постимпресионистично изкуство, представени чрез работи на предшествениците на тези стилове Камий Коро и Йожен Буден и илюстрирано чрез творби на Клод Моне, Огюст Реноар, Алфред Сисле, Камий Писаро, Пол Синяк, Раул Дюфи, Пиер Бонар и Марк Шагал. Колекцията е широко изследвана и проучена с участието на водещи музейни куратори и учени от цял свят.

## Гръцка колекция
Гръцката колекция в галерията съдържа творби на гръцки художници от 19 и 20 век. Началото ѝ е поставено с маслени картини, акварели, рисунки и гравюри, закупени от Анастасиос Левентис през 1973 година. Първият каталог е публикуван през 1989 година и в него участват 190 произведения. Днес броят на творбите е над 270 и обхваща периода от освобождението на Гърция през 1821 до около 1970 година.
Първата зала е озаглавена „От 19 до 20 век“. В нея са представени произведения, демонстриращи многообразието от художествени стилове и похвати в историята на съвременната гръцка живопис. Включени са автори, които оформят лицето на гръцкото изкуство през 19 век. Представени са портрети на личности от независима вече Гърция, творби на художници от Мюнхенската школа, иновативни композиции на Периклис Пантазис, пейзажи и морски пейзажи, както и работи на художници, които илюстрират преминаването от края на 19 към началото на 20 век.
Втората зала е посветена на 20 век. Показани са произведения на водещи гръцки майстори – Константинос Партенис, Константинос Малеас, Спирос Папалукас, модернистични композиции на Периклис Пантазис, както и на изтъкнати млади художници, оставили своя отпечатък върху гръцката живопис от 20 век – Янис Царухис, Никос Хаджикириакос, Гика и Янис Моралис. Застъпени са творби от различни стилове – академизъм, модернизъм, абстракционизъм, както и постижения на поколението от 30-те години на века и след Втората световна война.

## Кипърска колекция
Фондация Левентис започва да събира произведения на кипърското изкуство. Съветът на настоятелите на фондацията решава да се съсредоточи главно върху творби на кипърски художници от т.нар. първо поколение, както и на някои от второто, които разработват теми като тези на своите предшественици. Колекцията включва представителни произведения на 8 творци, родени между 1884 и 1930 година. Това са Йоанис Кисонергис (1889 – 1963), Адамантиос Диамантис (1900 – 1994), Георгиос Поливиу Георгиу (1901 – 1972), Викторас Йоанидис (1903 – 1984), Тилемахос Кантос (1910 – 1993), Христофорос Сава (1924 – 1968), Михалис Михаилидис (1927) и Левтерис Иконому (1930 – 2007). По този начин се прави опит съвременното кипърско изкуство да се обхване от началото му и да се следва хода на неговото развитие.
Пионерите на съвременното кипърско изкуство работят при неблагоприятни условия, сблъскват се с проблеми не само при създаването на техните творби, но също така и при приемането им от обществото. Въпреки това те поставят основите за по-нататъшното развитие на изкуството в страната. Повечето от тях работят и по време на новосъздадената през 1960 година Република Кипър, когато са организирани множество институции, които подкрепят развитието на местното изкуство.
Болшинството кипърски художници от това време са повлияни от различни европейски художествени школи, в зависимост от това къде са завършили образованието си. Те обаче черпят своето вдъхновение основно от ежедневието на хората, природата и историята на Кипър.
Колекцията включва множество картини, най-известната от които е „Светът на Кипър“ от Адамантиос Диамантис. Това са 11 свързани помежду си акрилни платна със 75 рисунки, съдържащи 67 човешки фигури и много островни пейзажи. Рисувани са между 1967 и 1972 година в Кипър. Общата дължина на това монументално произведение е 17,5 m, а ширината му е 1,75 m. Художникът оказва сериозно влияние върху развитието на живописта в страната. От 1976 година творбата се намира в Гърция, но през последните години Фондация Левентис успява да я върне в Кипър.
- Тилемахос Кантос – „Женски пазар ІІ“ (1971)
- Адамантиос Диамантис – „Светът на Кипър“, част 1
- Йоанис Кисонергис – „Селяни във волска каруца“
- Виктор Йоанидис – „Картоиграчи“
- Лукия Николаидис-Василиу – „Дъщери на Господ“
- Христофорос Сава – „Къпещи се в Кирения“